# 耳叶象牙参
耳叶象牙参（学名：[Roscoea auriculata] 错误：{{Lang}}：文本有斜体标记（帮助））为姜科象牙参属下的一个种。